# Impasse Canart
L'impasse Canart est une voie située dans le quartier du Bel-Air du 12e arrondissement de Paris, en France.

## Situation et accès
Donnant sur le no 34 de la rue de la Voûte, l'impasse Canart est accessible par la ligne de métro 1 à la station Porte de Vincennes.

## Origine du nom
La voie porte le nom d'un propriétaire local.

## Historique
Cette voie est ouverte vers 1890 sous sa dénomination actuelle. 